# Julio Aparicio Martínez
Julio Aparicio Martínez (n. Madrid; 13 de febrero de 1932) es un torero español.

## Biografía
Julio Aparicio Martínez nació el 13 de febrero de 1932 en la ciudad de Madrid. Su padre Julián Aparicio Nieto, fue novillero y banderillero. Debutó con caballos en Puertollano (Ciudad Real) el 6 de mayo de 1948, cortando tres orejas. Se presentó en Las Ventas de novillero el 19 de junio de 1949. Tomó la alternativa, después de tres temporadas apoteósicas como novillero haciendo pareja con Miguel Báez "El Litri", el 12 de octubre de 1950 en la Plaza de Toros de Valencia, de manos de Joaquín Rodríguez "Cagancho" y El Litri (que también la tomó). El toro de la ceremonia se llamaba "Farruquero", de A. Urquijo, y esa tarde cortó 4 orejas y un rabo.
Su confirmación tuvo lugar en la plaza de toros Las Ventas de Madrid el 19 de mayo de 1951 de manos de Manolo González y "El Litri", con el toro: "Cachifo" de Moreno Urquijo. En las Ventas toreó 44 veces, saliendo por la Puerta Grande en siete ocasiones (años: 1951; 1953; 1954 -dos veces-; 1955; 1957 y 1962). En 1961 toreó tres veces en Beirut (Líbano). En 1964 se le concedió la Cruz de la Orden Civil de la Beneficencia por el gran número de festivales benéficos en los que ha participado.
Es hijo predilecto del pueblo de Chinchón. En Barcelona era un ídolo. En Sevilla no gozó del cariño de la afición. Hasta su retirada en 1969 se mantuvo siempre entre las figuras, triunfando clamorosamente en numerosas ocasiones, como en Las Ventas en 1951 y 1952, México en 1954, o Ronda en 1964 y 1969. Estos éxitos tuvo que alternarlos con graves cornadas como las que sufrió en Barcelona el 8 de abril de 1956 y San Sebastián en 1960, en Morelia en 1951; en Arlés el 10 de septiembre de 1965.
Temporadas: en 1948 toreó en España 19 novilladas; en 1949, 72 novilladas; en 1950, 90 novilladas; en 1951, 70 corridas; en 1952, 49; en 1953, 34; en 1954, 35; en 1955, 40; en 1956; en 1957, 43; en 1958, 43; en 1959, 33; en 1960, 29; en 1961, 30; en 1962, 31 y se retiró, volviendo en 1965 donde toreó 24 corridas; en 1966, 30; en 1967, 28; en 1968, 18 y en 1969 toreó 8 corridas.

## Retiro
Aparicio, que se retiró de los ruedos en 1969 sin haber sufrido nunca un aviso, fue un eficacísimo espada, además de un gran lidiador, de buena técnica con la muleta, poderoso, clásico, con estilo y calidad, de finas maneras, dominio, temperamento y casta. En la rivalidad con El Litri, Aparicio salió ganando en el buen hacer a los toros, y en la eficacia de su lidia, mucho más racional y académica.

## Vida privada
Contrajo matrimonio con la bailaora de flamenco Magdalena Díaz Loreto más conocida como Malena Loreto y fruto de su relación son: Julio, quien también es torero, la actriz Magdalena "Kika" y Pilar. No le gustaba vestir de verde. Se dedica a la agricultura y a la ganadería brava y mansa.